# ESIM

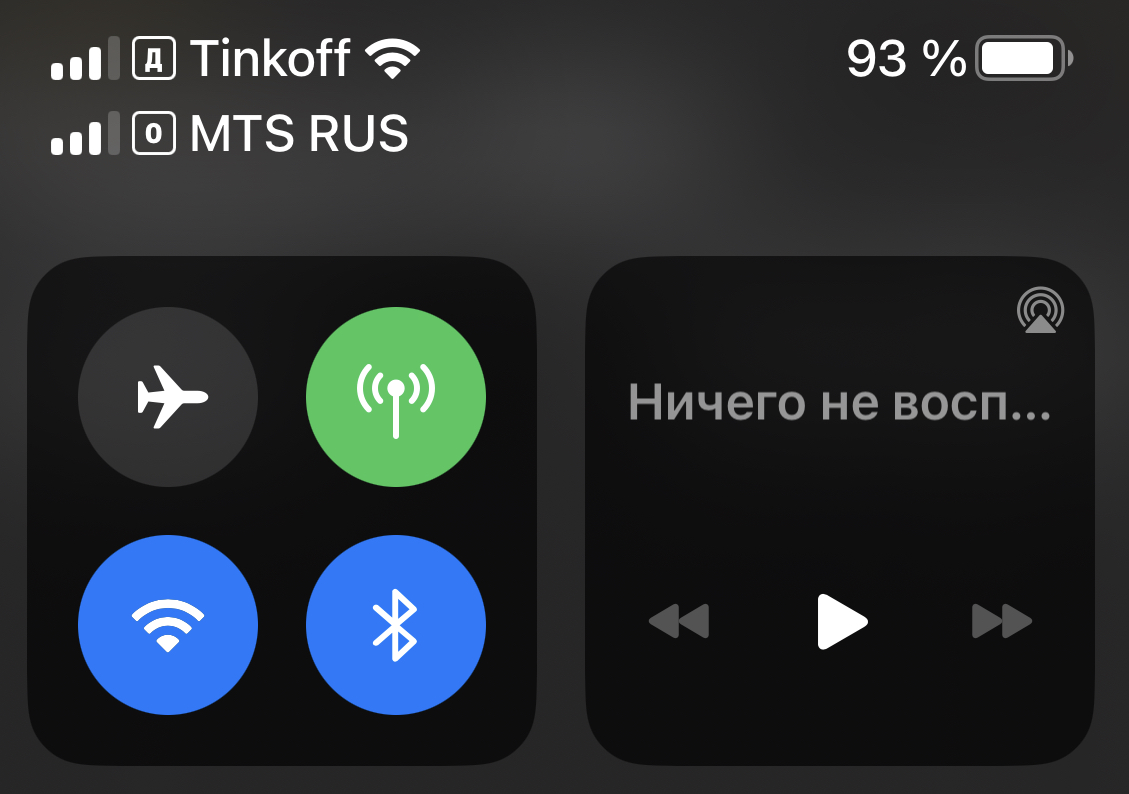
Смартфон с eSIM и SIM от двух разных операторов

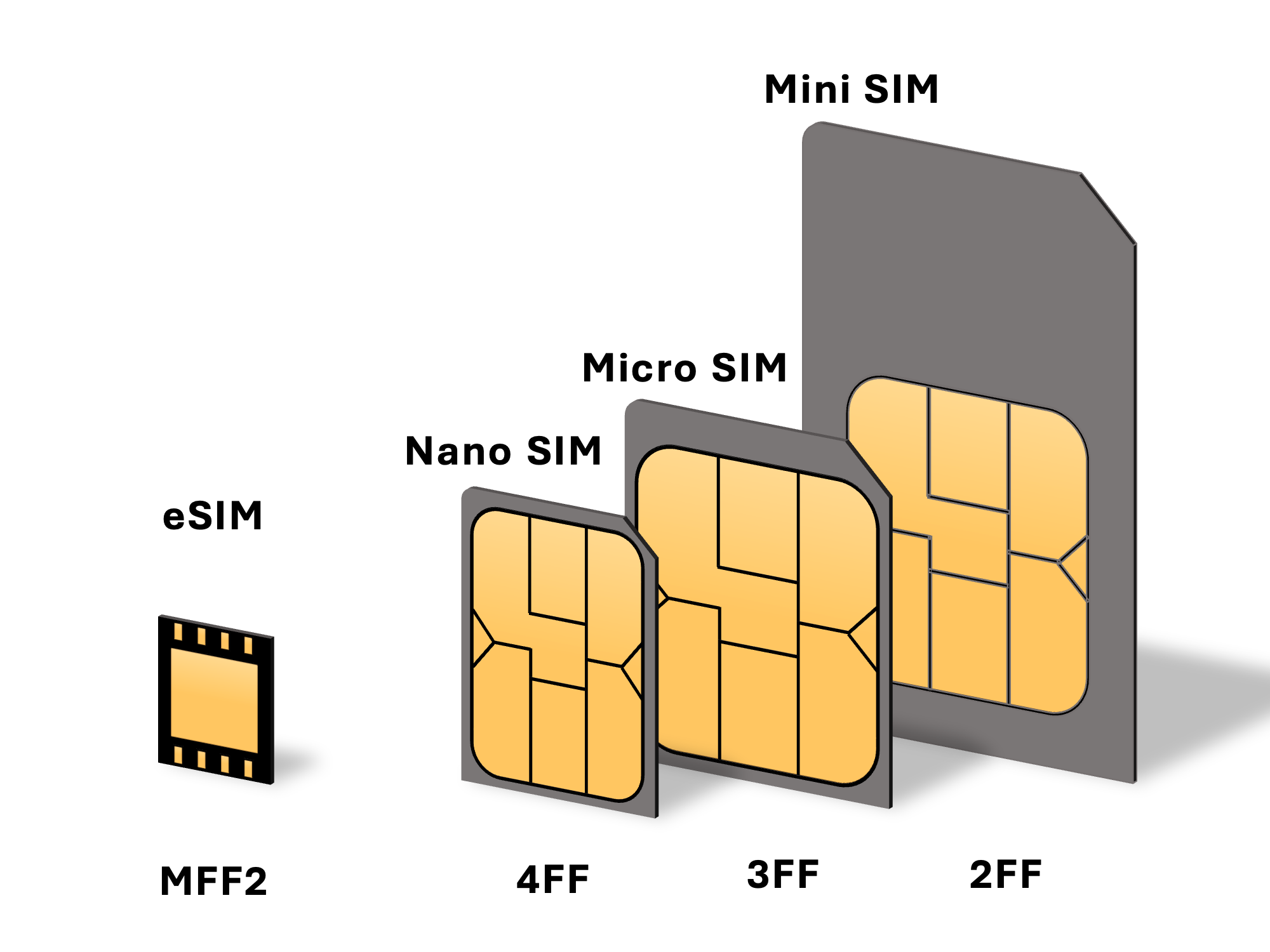
Эволюция размера SIM-карт

eSIM (англ. embedded SIM, также известна как встроенная SIM-карта, электронная SIM-карта, виртуальная SIM-карта, встроенная универсальная карта с интегральной схемой (eUICC)) — форма программируемой SIM-карты, которая встроена непосредственно в устройство.
В приложениях «машина-машина» (M2M), где нет необходимости менять SIM-карту, это позволяет избежать необходимости в разъёме, что повышает надёжность и безопасность сети, а также снижает требования к пространству, поскольку больше не требуется относительно громоздкий разъём, — а это увеличивает гибкость конструкции. ESIM можно настроить удалённо; конечные пользователи могут добавлять или удалять операторов без необходимости физической замены SIM-карты на устройстве.
eSIM — это глобальная спецификация GSMA, которая позволяет удалённо предоставлять SIM-карту для любого мобильного устройства. GSMA определяет eSIM как SIM-карту для следующего поколения подключённых потребительских устройств. Сетевые решения с использованием технологии eSIM могут быть широко применимы к различным сценариям Интернета вещей (IoT), включая подключённые автомобили (интеллектуальные зеркала заднего вида, бортовая диагностика (OBD), точки доступа Wi-Fi транспортных средств), переводчики на базе искусственного интеллекта, устройства MiFi, интеллектуальные устройства, наушники, интеллектуальный счётчик, устройства слежения GPS, DTU, велопрокат, рекламные плееры, устройства видеонаблюдения и т. д.
Формат для поверхностного монтажа обеспечивает тот же электрический интерфейс, что и полноразмерные SIM-карты 2FF, 3FF и 4FF, но припаивание к печатной плате осуществляется как часть производственного процесса. Формат eSIM обычно обозначается MFF2.

## История
С 2010 года GSMA обсуждает возможность программной SIM-карты.
В то время как Motorola отметила, что eUICC ориентирована на промышленные устройства, Apple «не согласилась с утверждением, запрещающим использование встроенной UICC в потребительском продукте».
Первая версия стандарта была опубликована в марте 2016 года, а вторая версия — в ноябре 2016 года.
В 2015 году умные часы Samsung Gear S2 стали первым устройством с поддержкой eSIM.
В 2017 году во время Mobile World Congress компания Qualcomm представила техническое решение с живой демонстрацией в рамках своего аппаратного чипа Snapdragon, связанного с соответствующим программным обеспечением (защищённые приложения Java).

## Реализации
Европейская комиссия выбрала в 2012 году встроенный формат UICC для службы экстренного вызова в автомобиле, известной как eCall. Все новые модели автомобилей в ЕС должны иметь такой к 2018 году, чтобы мгновенно подключить автомобиль к аварийным службам в случае аварии.
У России есть аналогичный план с ГЛОНАСС (национальная спутниковая система позиционирования) под названием ЭРА-ГЛОНАСС.
Сингапур стремится получить общественное мнение о введении eSIM в качестве нового стандарта, поскольку на рынке появляется все больше совместимых устройств.
Apple реализовала поддержку eSIM в своих Apple Watch Series 3 и новее в дополнение к каждому iPad, выпущенному после iPad Pro (2018). Apple также включила поддержку eSIM в iPhone XS и новее. Для поддержки eSIM на iPhone требуется iOS 12.1 или новее. Не все iPhone, продаваемые по всему миру, имеют поддержку eSIM; Apple удалила эту функцию из моделей, предназначенных для континентального Китая. У Apple есть семь мировых поставщиков услуг, которые предлагают услуги eSIM: GigSky, MTX Connect, Redtea Mobile, Soracom Mobile, Truphone, Ubigi и Webbing. Представленные в сентябре 2022 года модели iPhone 14 и iPhone 14 Pro для американского рынка больше не имеют слота под физическую SIM-карту и работают исключительно с eSIM.
Google представила Pixel 2 в октябре 2017 года, в котором была добавлена поддержка eSIM для использования со своим сервисом Google Fi. В 2018 году Google выпустила Pixel 3 и Pixel 3 XL, а затем, в мае 2019 года, - Pixel 3a и Pixel 3a XL с поддержкой eSIM для операторов, отличных от Google Fi. В октябре того же года Google выпустила Pixel 4 и Pixel 4 XL с поддержкой eSIM.
Motorola выпустила версию Motorola Razr 2020 года, складной смартфон, у которого нет физического слота для SIM-карты, поскольку он поддерживает только eSIM.
Компания Plintron внедрила продукт для Интернета вещей eSIM4Things, основанный на поддержке eSIM для устройств и доступный в 28 странах.
Microsoft представила eSIM для операционной системы Windows 10 в 2018 году и выпустила своё первое устройство с поддержкой eSIM, Surface Pro LTE, в 2017 году.
Extreme International, основатели канала Extreme Sports Channel, объявили, что 15 января 2020 года запустят ExtremeConnect — мобильную сеть, в которой используется только технология eSIM и сложная техническая сеть маршрутизации, обеспечивающая более высокую скорость передачи данных для потребителей. Он включает услуги передачи голоса, данных и текстовых сообщений в 140 странах с местными номерами на следующих территориях: США, Великобритания, Франция, Марокко, Гонконг, Австралия, Испания, Германия, Нидерланды и Польша. 